# Resolutie 2033 Veiligheidsraad Verenigde Naties
Resolutie 2033 Veiligheidsraad Verenigde Naties werd op 12 januari 2012 unaniem aangenomen door de VN-Veiligheidsraad.
De resolutie vroeg een verbeterde samenwerking tussen de Verenigde Naties en de Afrikaanse Unie inzake het voorkomen en oplossen van conflicten in Afrika.
Het voorbije decennium waren de capaciteiten van de AU in dat verband al sterk verbeterd, maar het kon nog beter.

## Inhoud

### Waarnemingen
Eerder werd al het belang van samenwerking tussen de Verenigde Naties en regionale organisaties, met de Afrikaanse Unie in het bijzonder, aangehaalt. Onder meer inzake het bewaren van de vrede en veiligheid; waarvoor de Veiligheidsraad binnen de VN verantwoordelijk was. Regionale organisaties kennen beter de achterliggende kwesties van een conflict en zijn dus beter geplaatst om conflicten te voorkomen of op te lossen.
De Afrikaanse Unie deed steeds meer inspanning om conflicten op het Afrikaans continent te regelen en de VN verklaarde achter die vredesinitiatieven te staan. De AU had een eigen Vredes- en Veiligheidsraad opgericht en ging meer en meer operationeel werken. Een belangrijk probleem voor sommige organisaties, waaronder de AU, bij hun operaties was het bekomen van voldoende middelen.
De VN en de AU werkten ook aan richtlijnen voor bemiddeling in Afrika teneinde meer samenhangende bemiddelingspogingen te ondernemen. De VN ondersteunden ook de AU's vredesoperaties door middel van advies en opleiding.

### Handelingen
De Raad vroeg dat regionale organisaties betrokken bleven bij de vreedzame oplossing van geschillen; mede door het voorkomen van conflict en bemiddeling. Ook werd gevraagd dat deze organisaties onderling samenwerkten en hun capaciteiten versterkten. De samenwerking tussen de VN en de AU moest verder versterkt worden via het VN-kantoor bij de AU en meer consultaties tussen beide organisaties.

## Verwante resoluties
- Resolutie 1809 Veiligheidsraad Verenigde Naties (2008)
- Resolutie 2151 Veiligheidsraad Verenigde Naties (2014)
- Resolutie 2167 Veiligheidsraad Verenigde Naties (2014)

Lijst ·  2033 ·  2034 ·  2035 ·  2036 ·  2037 ·  2038 ·  2039 ·  2040 ·  2041 ·  2042 ·  2043 ·  2044 ·  2045 ·  2046 ·  2047 ·  2048 ·  2049 ·  2050 ·  2051 ·  2052 ·  2053 ·  2054 ·  2055 ·  2056 ·  2057 ·  2058 ·  2059 ·  2060 ·  2061 ·  2062 ·  2063 ·  2064 ·  2065 ·  2066 ·  2067 ·  2068 ·  2069 ·  2070 ·  2071 ·  2072 ·  2073 ·  2074 ·  2075 ·  2076 ·  2077 ·  2078 ·  2079 ·  2080 ·  2081 ·  2082 ·  2083 ·  2084 ·  2085